# Henry Moret
Henry Moret (Cherbourg, França, 12 de desembre del 1856 - París, 5 de maig del 1913) va ser un pintor impressionista francès.

## Biografia
D'origen normand, Henri Moret es va convertir en bretó per adopció, després d'haver fet a Lorient seu servei militar. Cada any viatjava al llarg de la costa sud de la Bretanya, parant als pobles de Larmor, Pouldu, Doëlan, i més endavant a Quimper, Douarnenez, i Crozon. També va passar part del seu temps a les illes: Groix, Houat, Ushant, Belle-Île-en-Mer.
El 1888, a Pont-Aven (Finistère), va conèixer Paul Gauguin, Émile Bernard, Ernest de Chamaillard, Émile Jourdan i Charles Laval, integrant-se a aquest petit grup d'artistes. Al principi el seu art va ser influït per Camille Corot, Gustave Courbet i l'Escola de Barbizon, però després de conèixer a Gauguin, Moret es va deixar influenciar pel sintetisme i es convertí en un dels més originals i interessants representants de l'Escola de Pont-Aven.
Fascinat pel mar, Moret sobretot usava colors profunds així com vigoroses pinzellades, per capturar violència i poder. Combinant l'estètica de la simplicitat de l'art japonès amb la tècnica impressionista, l'artista posava en les seves composicions una barreja màgica de simplicitat i color captivador. Va pintar sobretot la Bretanya, encara que també va fer alguns paisatges de Normandia i dels Països Baixos.

## Galeria

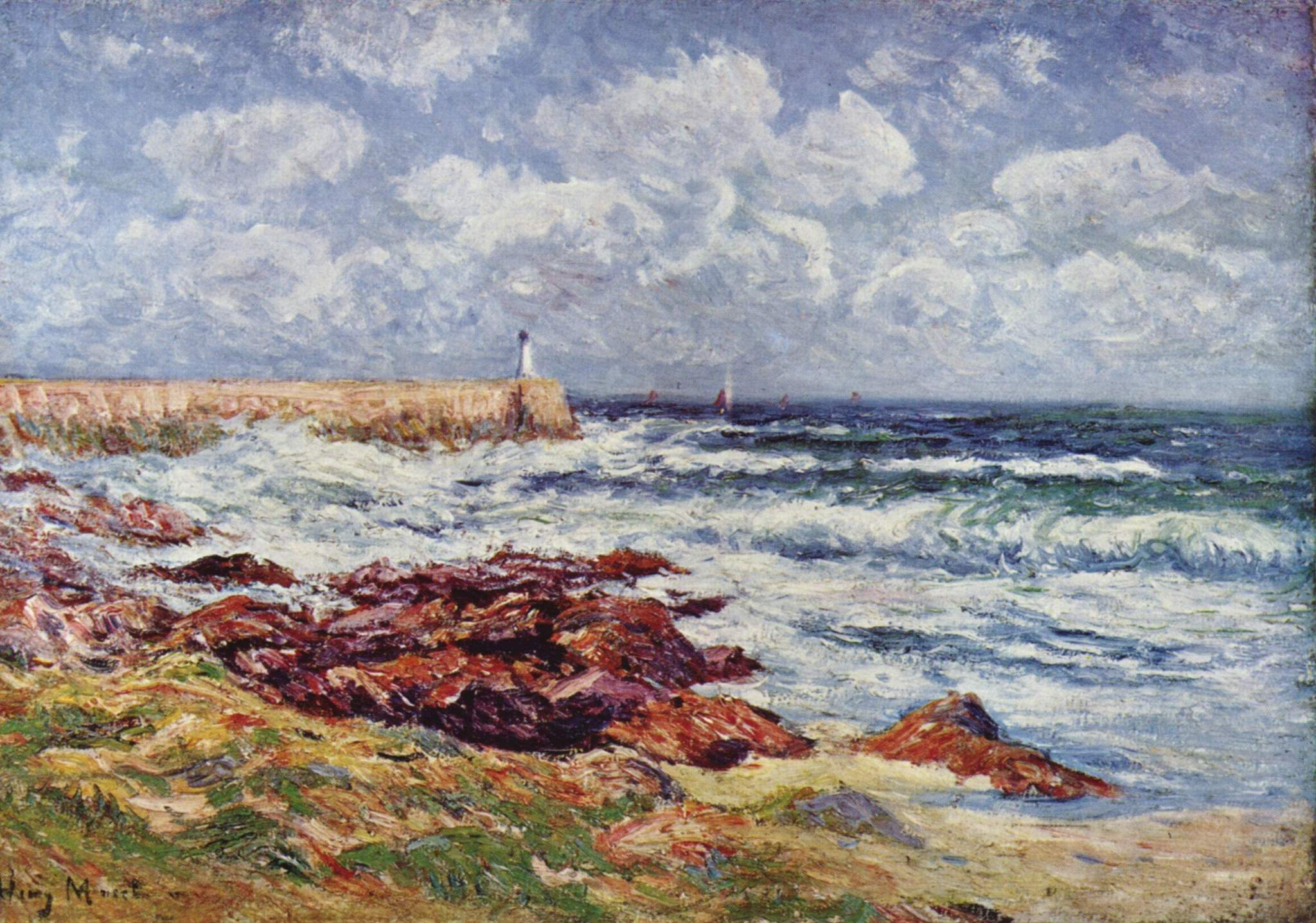
Henry Moret : Le port d'Audierne

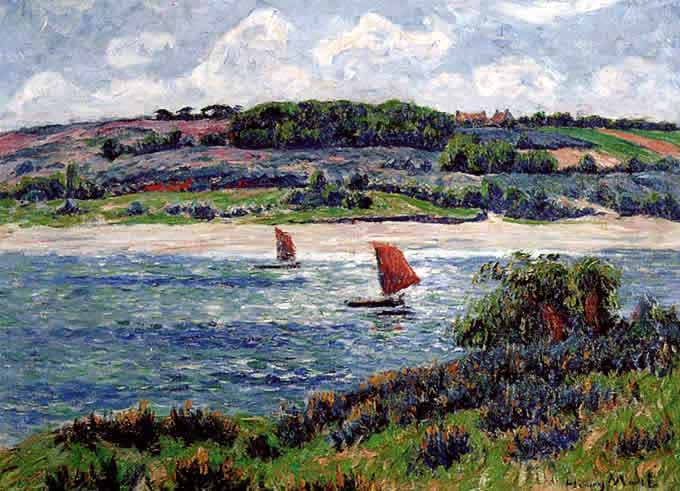
Henry Moret : La rivière de Belon (vers 1890)
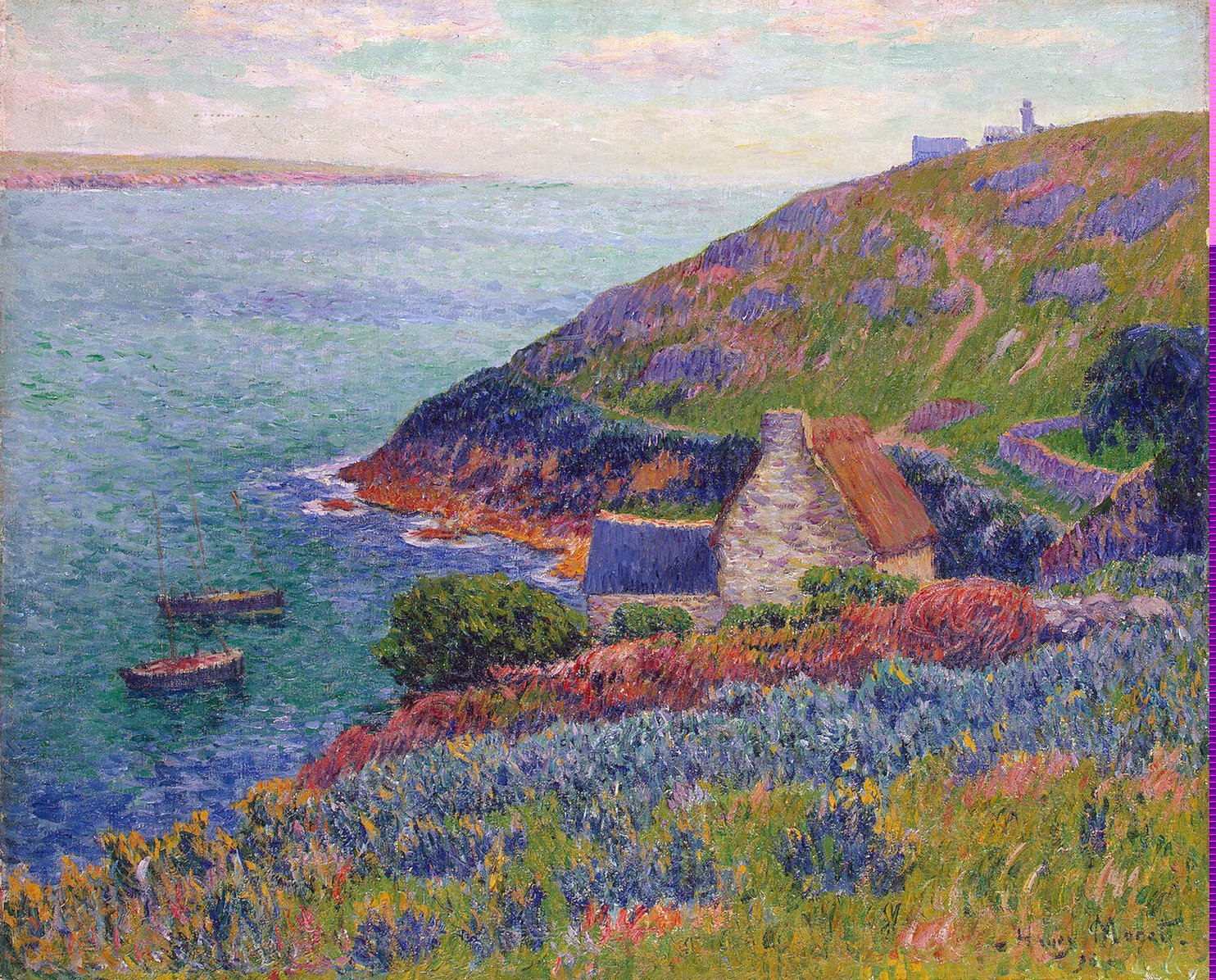
Henry Moret : Port Manec’h (vers 1890)
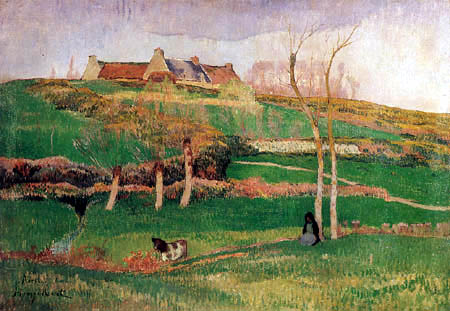
Henry Moret : Prairie en Bretagne (vers 1890)
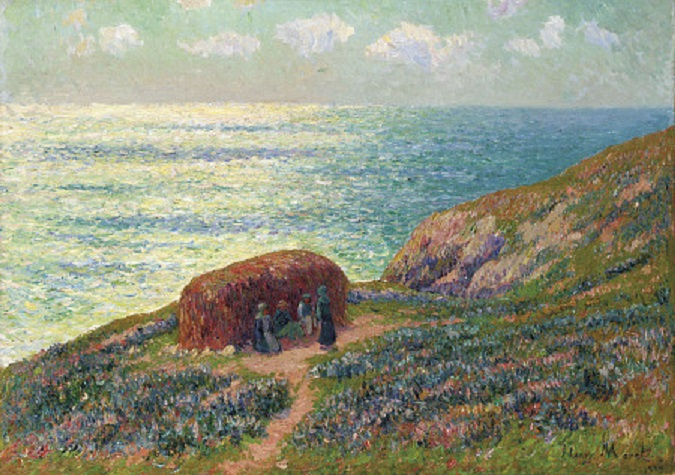
Henry Moret : Ramasseuses de goémon à Moëlan
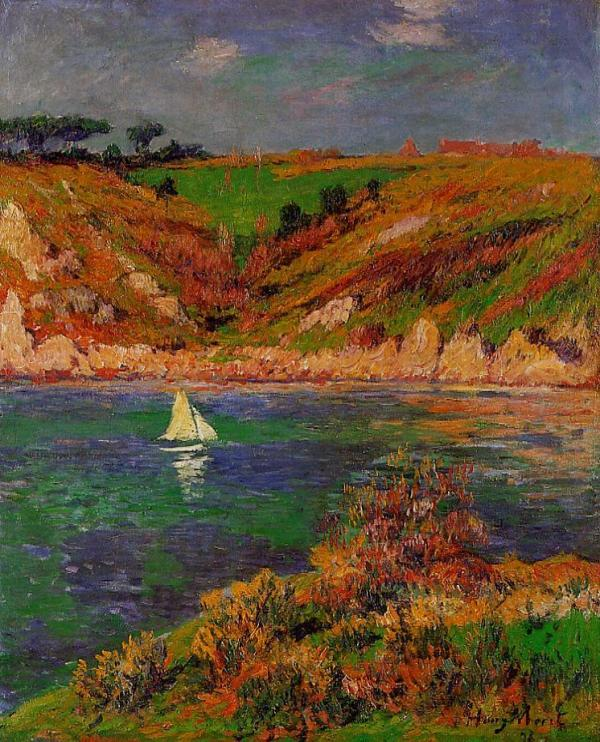
Henry Moret : Groix (1891)
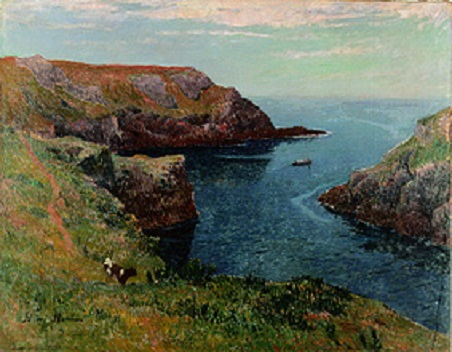
Henry Moret : La côte de l'Île de Groix
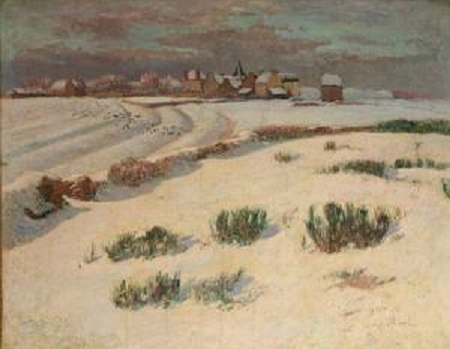
Henry Moret : Île de Groix sous la neige (1892)
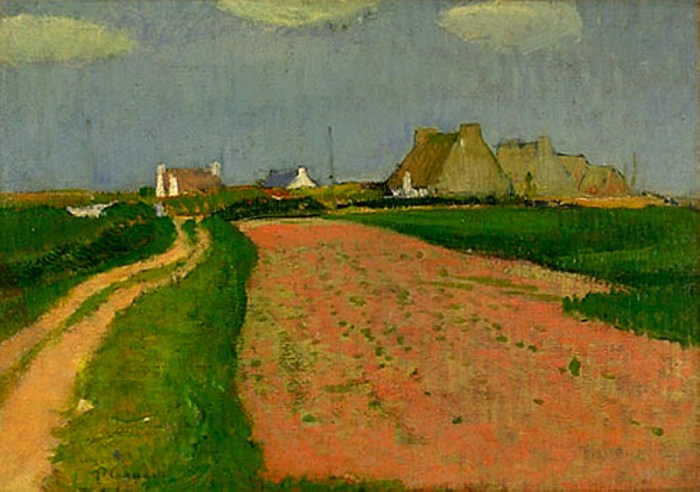
Henry Moret : Paysage de Pont-Aven (1889)
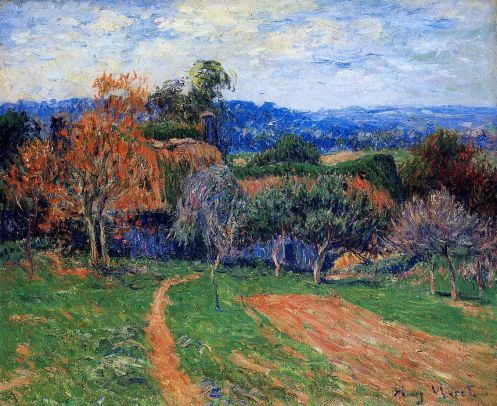
Henry Moret : Une ferme près de Pont-Aven (1890)
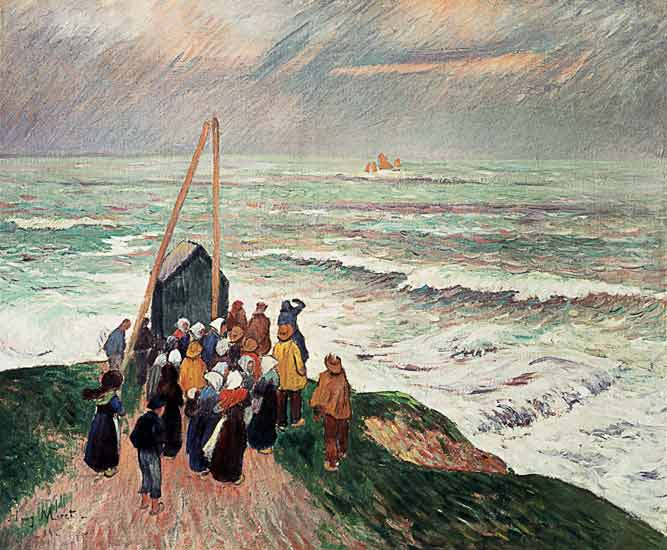
Henry Moret : L'attente du retour des pêcheurs (1894)
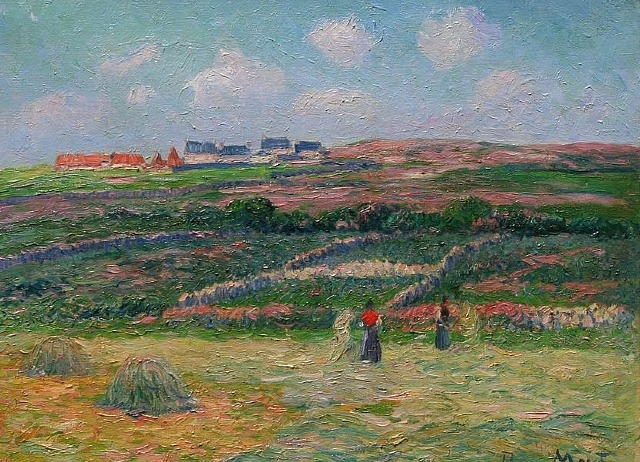
Henry Moret : La fenaison (vers 1895)
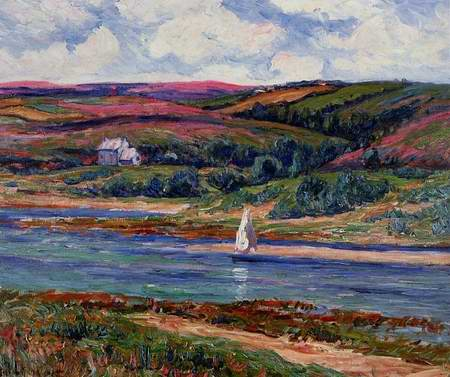
Henry Moret : La rivière de Belon (vers 1895)
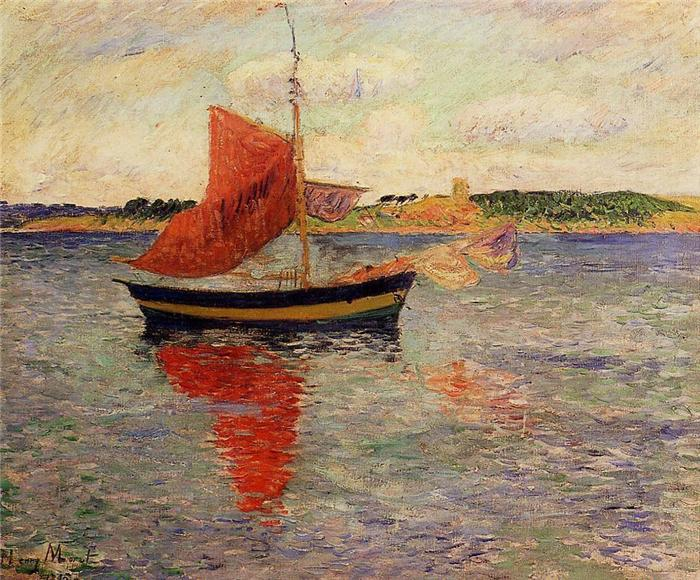
Henry Moret : Paysage marin (1895)
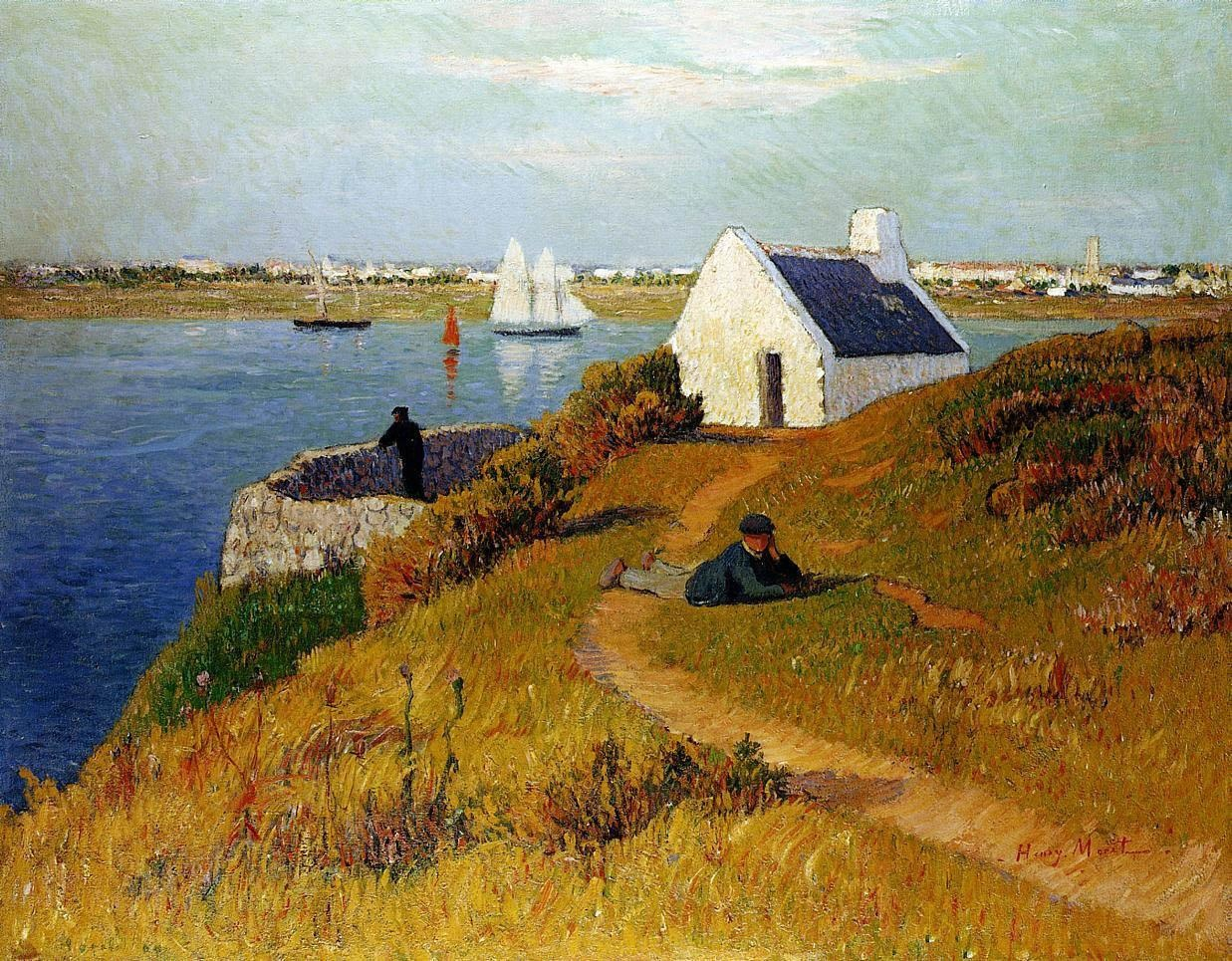
Henry Moret : Le port de Lorient (1895)
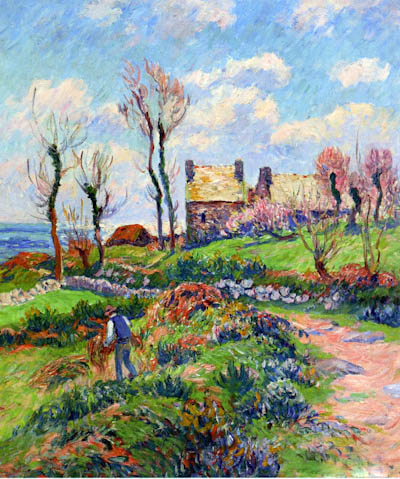
Henry Moret : Près d'Audierne (1895)
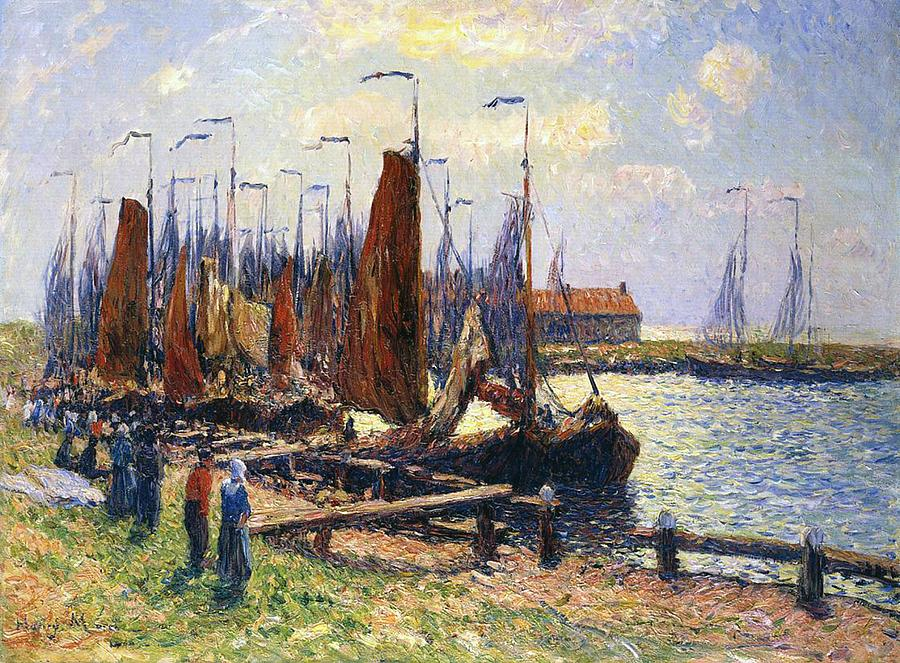
Henry Moret : Le port de Volendam (Holanda, vers 1895)
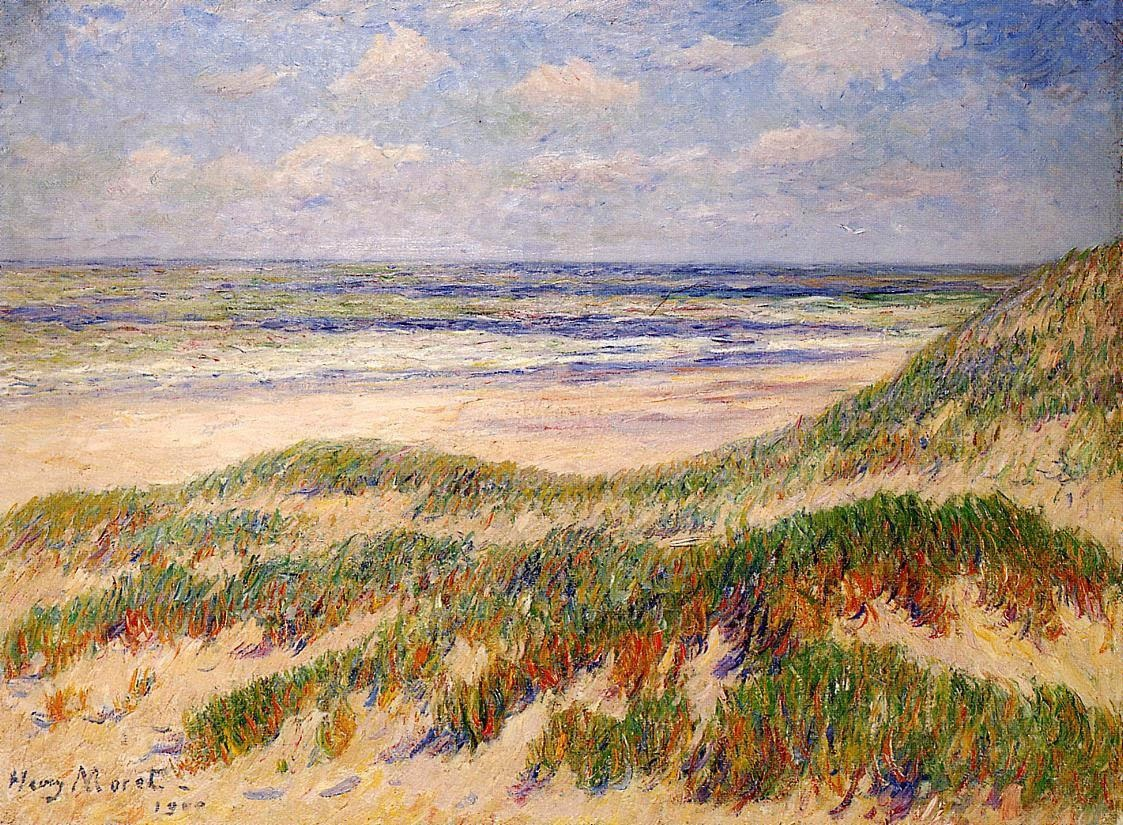
Henry Moret : Les dunes d'Egmond (1895, nort d'Holanda)
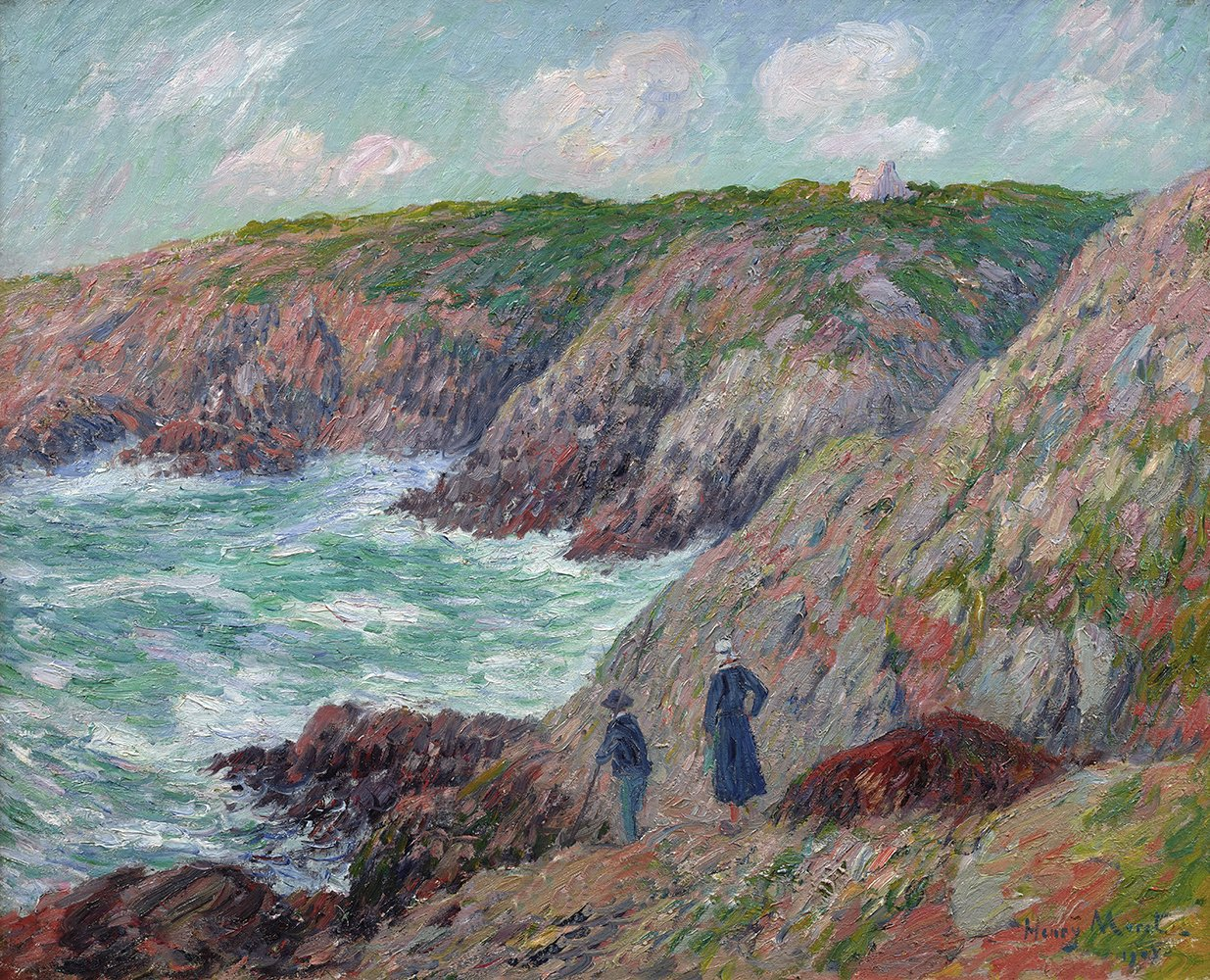
Henry Moret : Falaises à Moëlan (vers 1895)
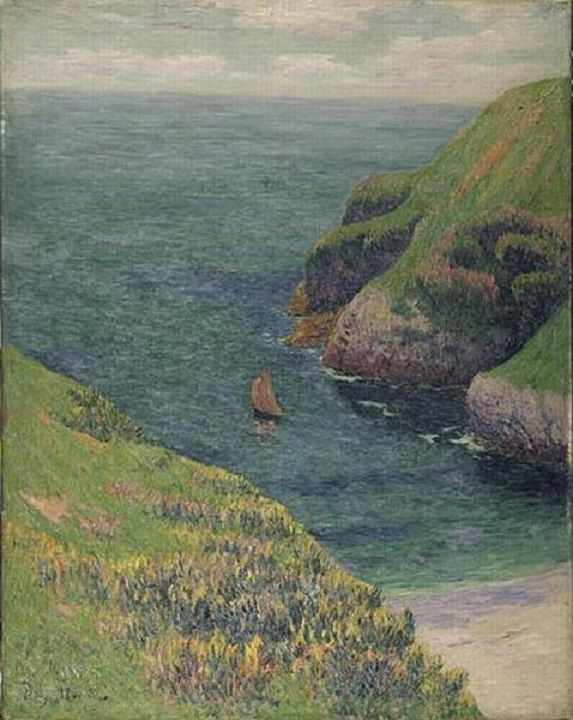
Henry Moret : Goulpher (de fet Goulphar, 1895 o 1896, Museu d'Orsay)
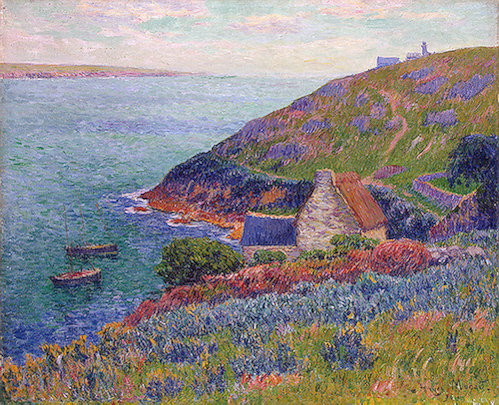
Henry Moret : Port Manec’h (1896, Museu de L'Hermitage a Sant Petersburg)
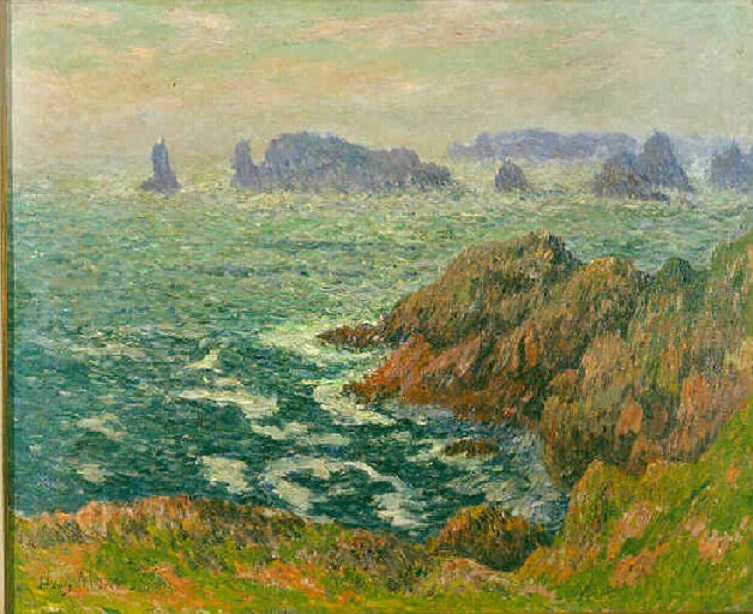
Henry Moret : L'Île d'Ouessant, la chaussée Keller (1897, Museu Lambinet, Versalles)
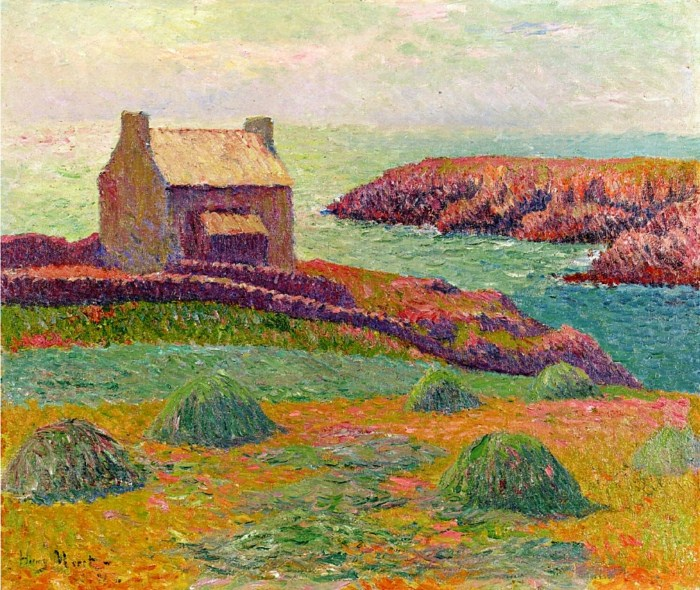
Henry Moret : La maison sur la falaise (1898)
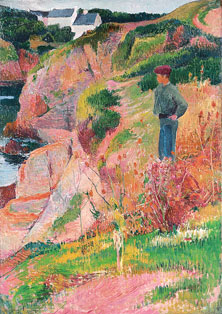
Henry Moret : Falaises en Bretagne (1898, Museu de Belles Arts de Pont-Aven)
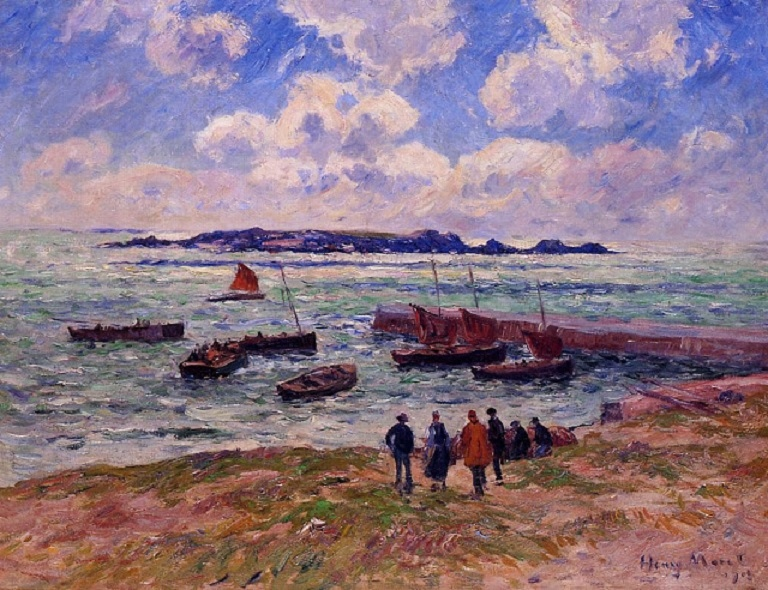
Henry Moret : Saint-Guénolé-Penmarc'h (1898)
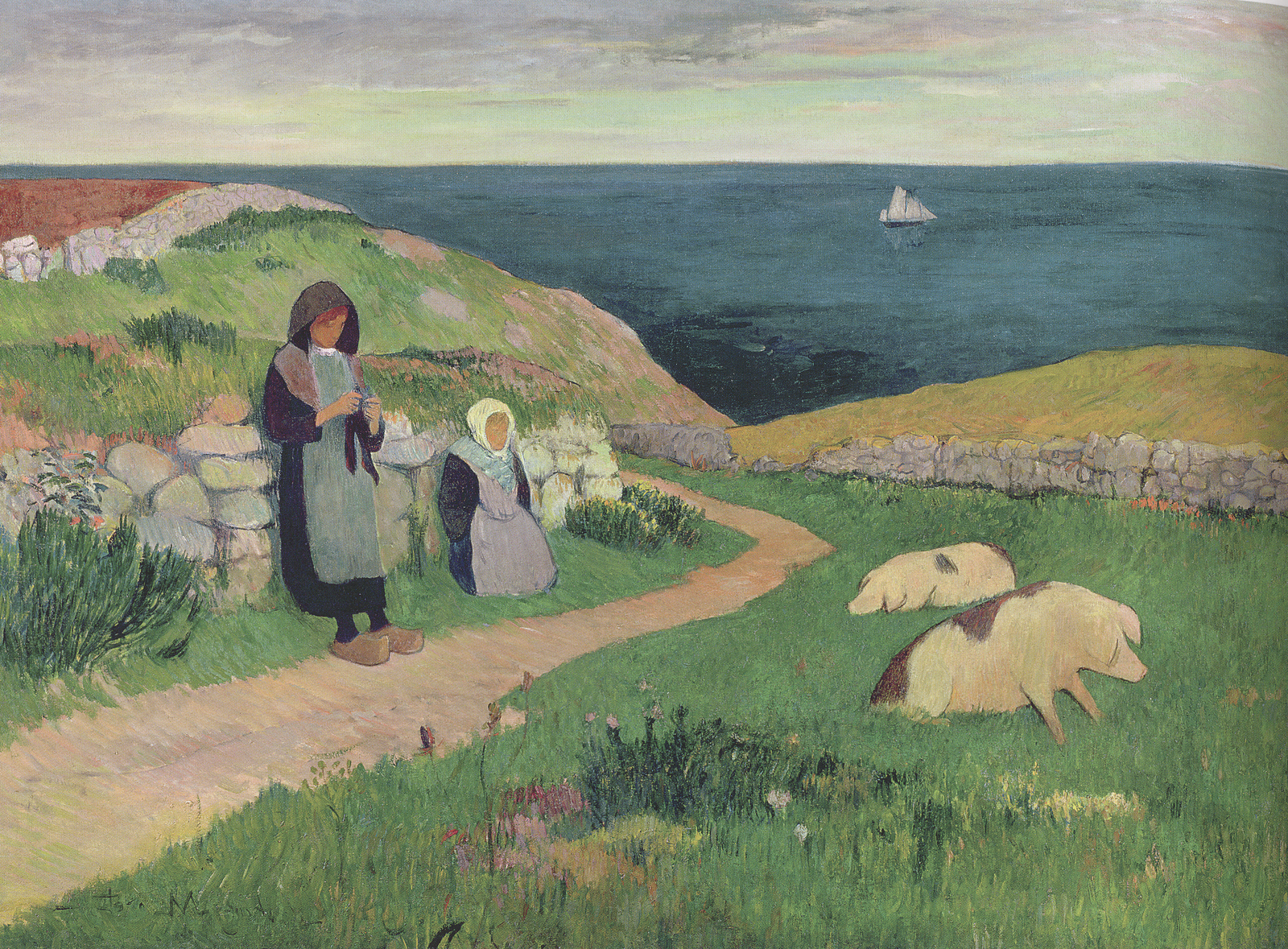
Henry Moret : Jeunes bretonnes (vers 1900)
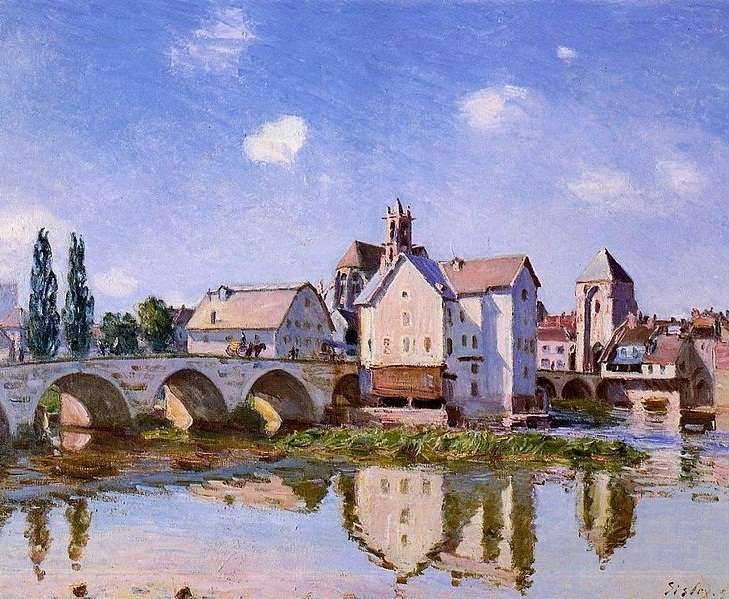
Henry Moret : Pont ensoleillé (1900)
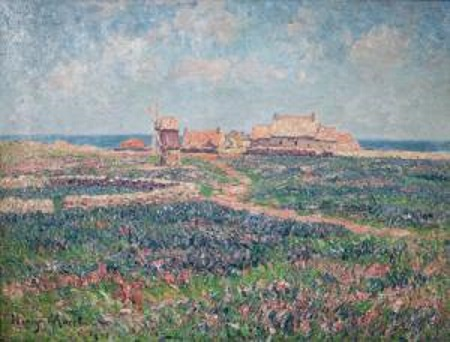
Henry Moret : Un village à Ouessant (1901)
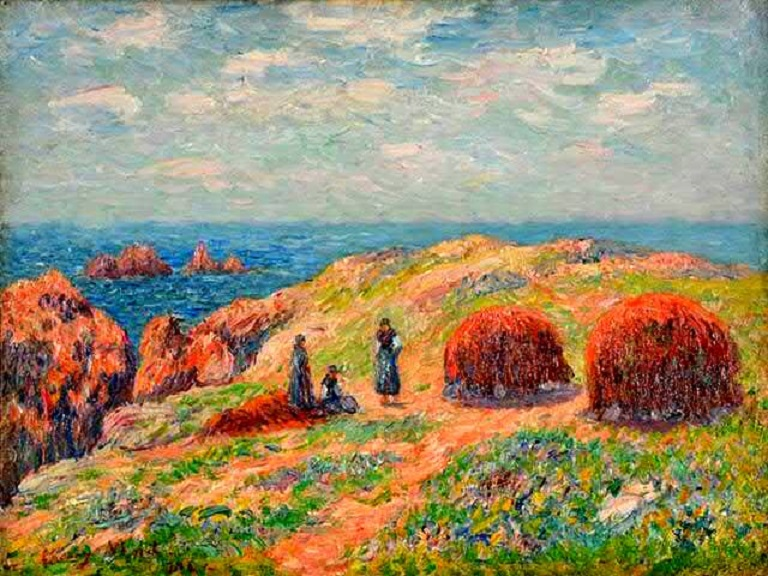
Henry Moret : Falaises d'Ouessant (1902)
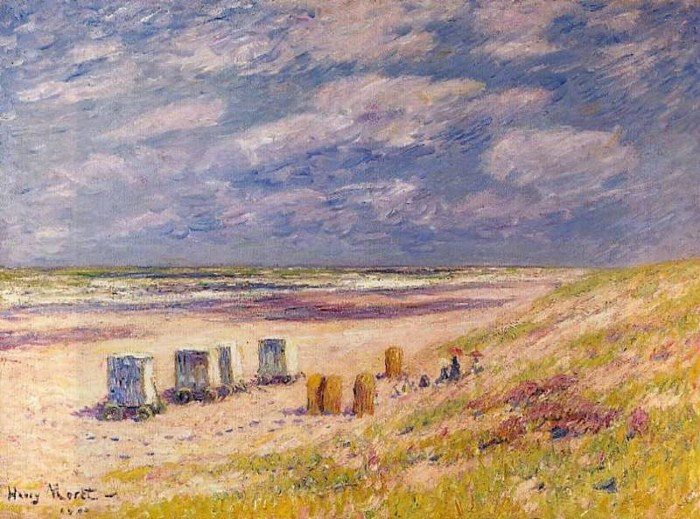
Henry Moret : La plage d'Egmond Aan Zee" (nord d'Holanda, 1900)
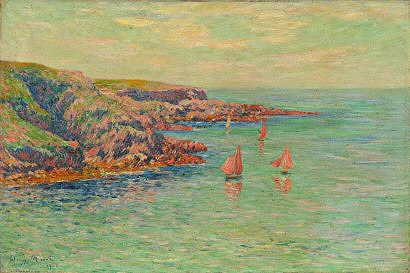
Henry Moret : Rivière du Bélon (1906)
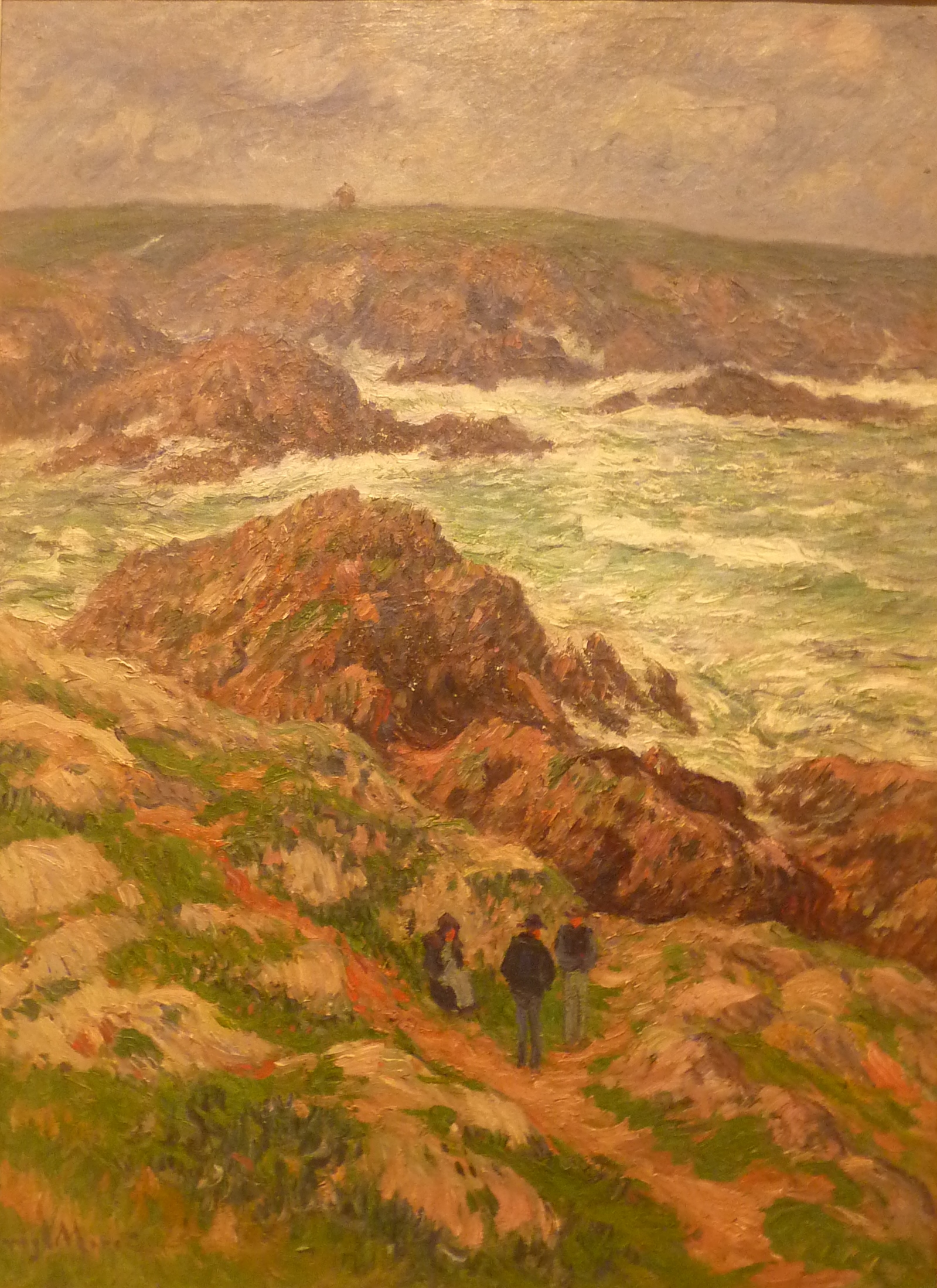
Henry Moret : Gros temps à Doëlan (sense data, Museu de Belles Arts de Vannes)
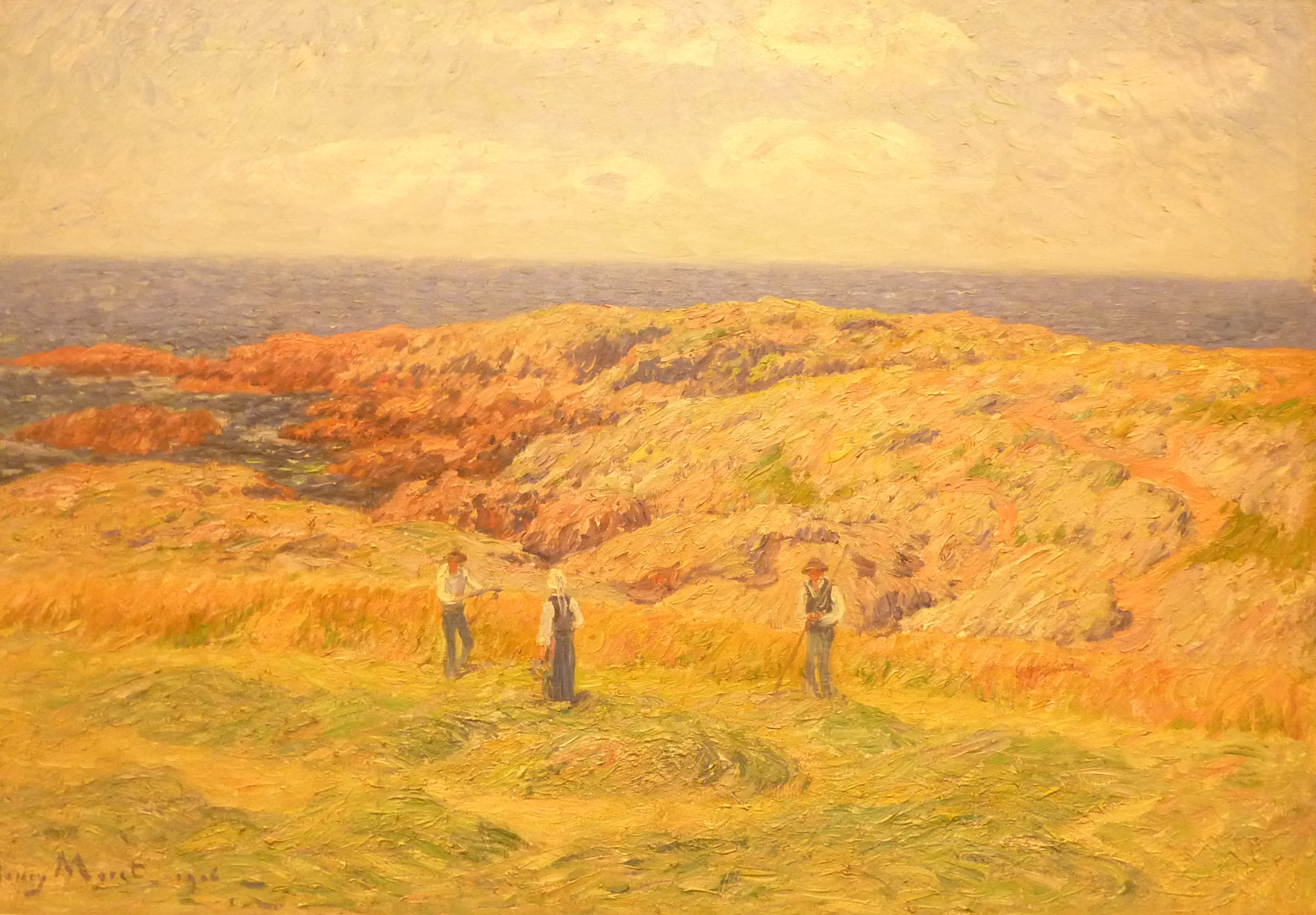
Henry Moret : Fenaison en Bretagne (1908, Museu de Belles Arts de Vannes)
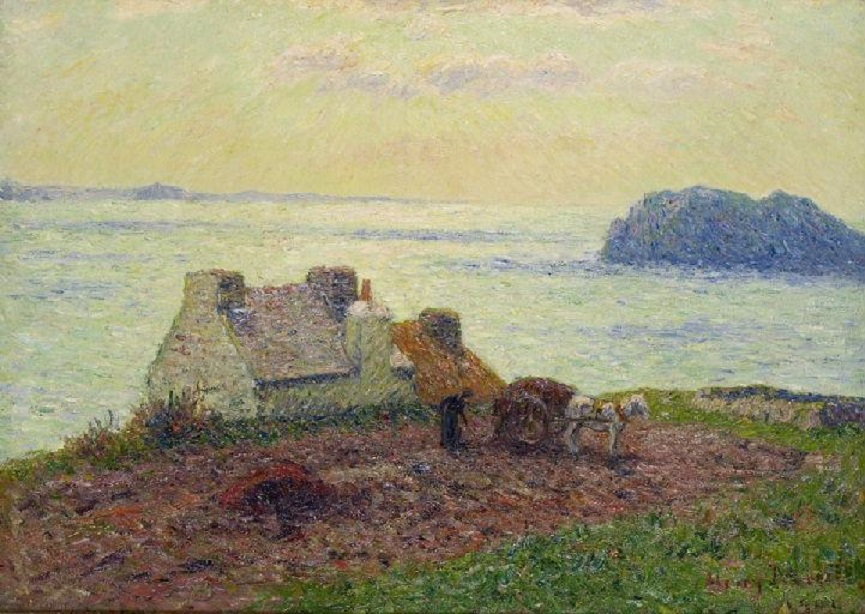
Henry Moret : La baie de Lampaul (a Ouessant, 1908, Museu André Malraux, Le Havre)